# Na zlatom kryltse sideli
Na zlatom kryltse sideli (russisk: На златом крыльце сидели) er en sovjetisk spillefilm fra 1986 af Boris Rytsarev.

## Medvirkende
- Jelena Denisova
- Gennadij Frolov som Ivan
- Sergej Nikolaev som Pavel
- Aleksandr Novikov som Pjotr
- Mikhail Pugovkin som Fedot